# 맷 윈스톤

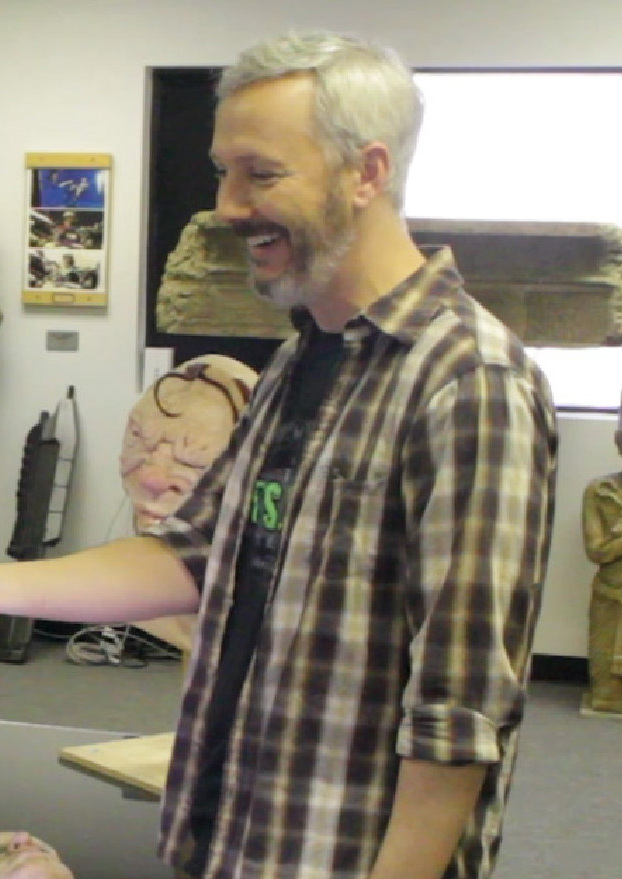

맷 윈스턴(Matt Winston, 1970년 2월 3일 ~ )은 미국의 각본가, 텔레비전 배우, 영화배우, 배우이다.
로스앤젤레스에서 태어났다.

## 영화
- 하빈저 다운 (2015년) - 스티븐 역
- 땡스 포 쉐어링 (2012년)
- 배리 먼데이 (2010년)
- 스타스트럭 (2010년)
- 늑대인간 소년 (2010년)
- 로고라마 (2009년)
- 노벨 손 (2007년)
- 척 앤 래리 (2007년)
- 조디악 (2007년) - 존 알렌 역
- 미스 리틀 선샤인 (2006년)
- 차고 지르기 (2005년)
- 딜리버 어스 프롬 에바 (2003년) - 오스카 역
- 코어 (2003년) - 루크 베리 역
- 어바웃 슈미트 (2002년) - 게리 노딘 역
- 크로커다일 던디 3 (2001년)
- 에이 아이 (2001년) - 행정관 역
- 디 아마티 걸스 (2000년)
- 키핑 더 페이스 (2000년)
- 패스포트 투 파리 (1999년)
- 갤럭시 퀘스트 (1999년)
- 파이트 클럽 (1999년)
- 할로윈 7 - H20 (1998년)
- 피스메이커 (1997년)
- 프렌즈 (1994년)
- 감옥록 (1957년)